# Psyrassa castanea
Psyrassa castanea là một loài bọ cánh cứng trong họ Cerambycidae.